# Нерпъя
Нерпъя — река в Свердловской области России. Устье реки находится в 336 км по левому берегу реки Пелым. Длина реки составляет 95 км.
- В 21 км от устья по левому берегу реки впадает река Большая Калья.
- В 42 км от устья по правому берегу реки впадает река Ялымъя.

Система водного объекта: Пелым → Тавда → Тобол → Иртыш → Обь → Карское море.

## Данные водного реестра
По данным государственного водного реестра России относится к Иртышскому бассейновому округу, водохозяйственный участок реки — Тавда от истока и до устья, без реки Сосьва от истока до водомерного поста у деревни Морозково, речной подбассейн реки — Тобол. Речной бассейн реки — Иртыш.
Код объекта в государственном водном реестре — 14010502512111200012069.